# Gian Rinaldo Carli
Pour les articles homonymes, voir Carli.
Gian Rinaldo Carli, appelé aussi quelquefois Carli Rubbi, du nom de sa femme,	né à Capodistria le 11 avril 1720 et mort à Milan le 22 février 1795 (à 74 ans) est un écrivain, économiste et érudit italien.
Professeur d'astronomie et de Navigation à l'université de Padoue, puis en 1765 président du Conseil supérieur de l'économie du duché de Milan. Opposé aux physiocrates et adepte de la conception paternaliste, il prône le contrôle et la gestion étatique de la production et du commerce et tente de mettre fin à l'altération des monnaies en ordonnant une refonte générale.

## Biographie
Gian Rinaldo Carli est né à Capo d'Istria en avril 1720. Issu d’une famille noble il y fait ses premières études puis se rend à Flambro, dans le Frioul pou  étudier la physique, les éléments des sciences exactes et les belles-lettres.
Il se rend à Padoue et continue d’étudier à la fois les mathématiques, particulièrement la géométrie, et les langues grecque et latine. À vingt ans, il est reçu à l’Académie des Ricovrati. Dès lors il se fait connaître par des discussions littéraires avec Giusto Fontanini et Ludovico Antonio Muratori. Il publie plusieurs ouvrages sur différents auteurs grecs, sur le théâtre et sur la musique des anciens et des modernes, une tragédie d’Iphigénie en Tauride et une traduction de la Théogonie d’Hésiode. À l'âge de vingt quatre ans Gian Rinaldo Carli est professeur d'une chaire d’astronomie et de science navale crée par le Sénat de Venise,.
Girolamo Tartarotti dans son ouvrage Il congresso notturno delle lamie nie l’existence des sorcières, mais admet celle des magiciens par un pacte avec le Diable. Gian Rinaldo Carli lui répond par une dissertation dans laquelle il démontre la fausseté des magiciens et des sorcières et dévoile toutes les ruses employées par les charlatans des deux sexes qui se font passer pour tels, déclenchant une confrontation qui dura plus de dix ans. En 1747, il adresse à Scipione Maffei une dissertation sur l’usage des monnaies, une autre à Anton Francesco Gori, sur les vaisseaux armés anciens, une géographie primitive et des cartes géographiques des anciens,.
Devenu président de l’Académie des Ricovrati, il compose un poème philosophique en 3 chants intitulé : Andropologia, ou della Società, dans lequel il entreprend de prouver que la société, telle qu’elle est, dérive de la nature de l’homme ; que l’homme est heureux dans la société heureuse et bien réglée ; qu’il l’est encore dans la société corrompue,.
Gian Rinaldo Carli se marie en 1747, son épouse meurt deux ans plus tard lui laissant un fils. Il remplit ses fonctions pendant sept ans avant de les résilier pour étudier l'économie et l'histoire. Il part pour l’Istrie avec le naturaliste Vitaliano Donati à la découverte des antiquités de l’Istrie qu'il décrit dans l’édition de 1751 à Venise documentée de dessins et plans. Les monnaies sont le principal objet de ses études. Il publie en 1751, à Venise, ses deux premières dissertations sur le sujet. Ses travaux sur l'économie attirent l'attention de Léopold de Toscane, qui en 1765 le place à la tête de son conseil économique et de son conseil d'instruction publique . En 1769, il devient conseiller privé et en 1771, président d'un nouveau conseil des finances. Dans sa vieillesse, il est déchargé des fonctions de ces offices tout en continuant à en percevoir les revenus,.
Gian Rinaldo Carli est mort de maladie à Cusano à Milan 22 février 1795.

## Œuvres
- Delle monete, e dell’instituzione delle zecche d’Italia, dell’antico e presente sistema di esse e del loro intrinseco valore e rapporto colla presente moneta, dalla decadenza dell’imperio fino al secolo XVII, per utile delle pubbliche e delle private ragioni. Le 1er volume parait en 1754 à Venise ; le 2e à Pise en 1757 ; et le 3e à Lucques en 1768.
- Essai politique et économique sur la Toscane, adressé en 1757 au professeur Stellini ;
- Nuovo Metodo per le scuole pubbliche d’Italia ;
- Breve ragionamento sopra i bilanci economici delle nazioni (1770) ;
- Del libero commercio dei grani (1771) ;
- l’Uomo libero (Milan, 1778) ;
- Lettere americane, Ces lettres, dont le 1er volume avait été publié à Florence en 1780, ont été traduites en anglais, en allemand, et en français, par Lefebvre de Villebrune, imprimées en 2 vol. in-8°, la première fois, sous la date de Boston, 1788, et la seconde fois à Paris, 1792 ;
- Ragionamento sulla disuguaglianza (Padoue, 1792) ;
- Dell’antichità Italiche (5 vol., 1788-1791) ;
- Dissertation sur la mémoire artificielle, composée en 1792, et lue publiquement par Bettinelli à l’Académie de Mantoue le 22 mars 1793.
- Collection entière de ses œuvres publiée de 1784 à 1794, sous ce titre : Delle opere del sig. commendatore D. Gian-Rinaldo conte Carli, presidente emerito del supremo consiglio di pubblica economia, e del regio ducal magistrato camerale di Milano, e consigliere intimo attuale di stato di S. M. I. R. A., Milan, 15 vol. gr. in-8°.